# Oscar Geier
Oscar Arnold Geier (ur. 19 sierpnia 1882 w Zurychu, zm. 5 listopada 1942 w Mountain Lakes) – szwajcarski bobsleista, srebrny medalista igrzysk olimpijskich.

## Kariera
Największy sukces osiągnął w 1932 roku, kiedy w parze z Reto Capadruttem zdobył srebrny medal w dwójkach podczas igrzysk olimpijskich w Lake Placid. Na tych samych igrzyskach Szwajcarzy zajęli czwarte miejsce w czwórkach, przegrywając walkę o podium z osadą Republiki Weimarskiej o 12 sekund. Były to jego jedyne starty olimpijskie oraz jedyny medal wywalczony przez niego na międzynarodowej imprezie tej rangi. Na początku XX wieku osiedlił się w New Jersey, jednak w czasie I wojny światowej wrócił do Szwajcarii i wstąpił do szwajcarskiej armii, w której służył w randze kapitana. Po zakończeniu wojny wrócił do USA, gdzie otworzył kancelarię prawniczą. Poza bobslejami uprawiał także kolarstwo, wioślarstwo i lekkoatletykę.